# Sondalo
Sondalo (Sondel in dialetto locale) è un comune italiano di 3 874 abitanti della provincia di Sondrio in Lombardia. Il comune fa parte della Comunità montana Alta Valtellina.

## Storia
I primi documenti che parlano di Sondalo come centro abitato risalgono all’XI secolo e non vi sono certezze sul suo passato più remoto, anche se alcune leggende parlano insistentemente della presenza in zona di un grande lago. È interessante notare che in tali documenti il nome varia: Sondallo, Sondello, Sondalle, Somdale, Sumdalum.
Probabilmente il nome vuole indicare un terreno tenuto e lavorato dal padrone e dai suoi servi.
Sondalo è qualificato come “fundum”, vale a dire un podere che in antichità veniva assegnato come premio ai legionari romani che si erano particolarmente distinti in guerra, e anche come “castrum”, cioè come luogo fortificato e circondato da mura.
Un documento del 1093, ad esempio, parla di una porta “Trevixinia” che probabilmente dava accesso al piccolo centro abitato e che era chiamata così perché rivolta verso Tresivio che, allora, era il centro più importante della valle.
Dai documenti rinvenuti si evince comunque che anche l’abitato di Sondalo, come tutto il territorio Valtellinese, è passato da una dominazione all’altra nel corso degli ultimi secoli.
Dai Visconti Venosta, per giungere fino ai giorni nostri, nella zona si sono avvicendati al potere i Grigioni, la Repubblica Cisalpina, Napoleone, il Lombardo Veneto e l’Impero Austro Ungarico.
Il suo territorio, situato in una zona ritenuta militarmente strategica, si trovò, proprio per questa sua particolare posizione geografica, ad avere anche diverse fortificazioni (castrum) che però furono soggette a parecchie devastazioni e saccheggi, per cui attualmente se ne conservano solo pallidi ricordi.
Nella Ex-Frazione di Boffalora era presente un castello, che una leggenda locale pensa sia stato costruito dai Galli e posseduto in seguito dai Goti.
Si pensa sia stato abbattuto dalla Repubblica delle Tre Leghe.
Nel XVI secolo i sondalini ottennero da Luigi XII di Francia, appena entrato nel possesso del ducato di Milano, il privilegio di nominare il potestà. Con l'avvento al potere dei Grigioni ebbe inizio, però, il declino economico del borgo e l’inizio di una forte emigrazione che portò, nell'anno 1620, all’incendio del paese, con insieme tutte le frazioni a seguito della rivolta dei cattolici contro la riforma protestante.

### Storia recente
La storia più recente di Sondalo è caratterizzata dalla costruzione di un’imponente struttura sanitaria che domina il paese dall’alto.
Negli anni trenta a Sondalo iniziano i lavori per la realizzazione di un Villaggio sanatoriale per la cura della tubercolosi. I lavori per la costruzione del grande complesso iniziano nel 1932. Si tratta, per i tempi, di un’opera ciclopica. Sono costruiti, a notevole distanza uno dall’altro, nove padiglioni di degenza, di cui otto “padiglioni tipo” tutti uguali, e uno chirurgico. Si tratta d’imponenti edifici di nove piani, dall’architettura solenne e monumentale dell’era fascista, collegati tra loro da un’ampia rete stradale pavimentata in porfido. Il tutto è immerso in una vasta area boscosa di trentaquattro ettari con abeti, larici, cedri deodara, tuie, ibisco, olmi, tigli.
Attorno a questa struttura si è sviluppata nel corso degli anni l’economia del paese. La presenza del grosso complesso ospedaliero ha caratterizzato anche lo sviluppo turistico di Sondalo che ha saputo costruirsi una propria identità, basata soprattutto sul concetto di una vacanza all’insegna del relax e della salute. Per il turista sostare a Sondalo significa riposo, serenità, salute, con la possibilità di immergersi nella natura usufruendo di una vasta rete sentieristica.

## Monumenti e luoghi d'interesse

### Architetture religiose

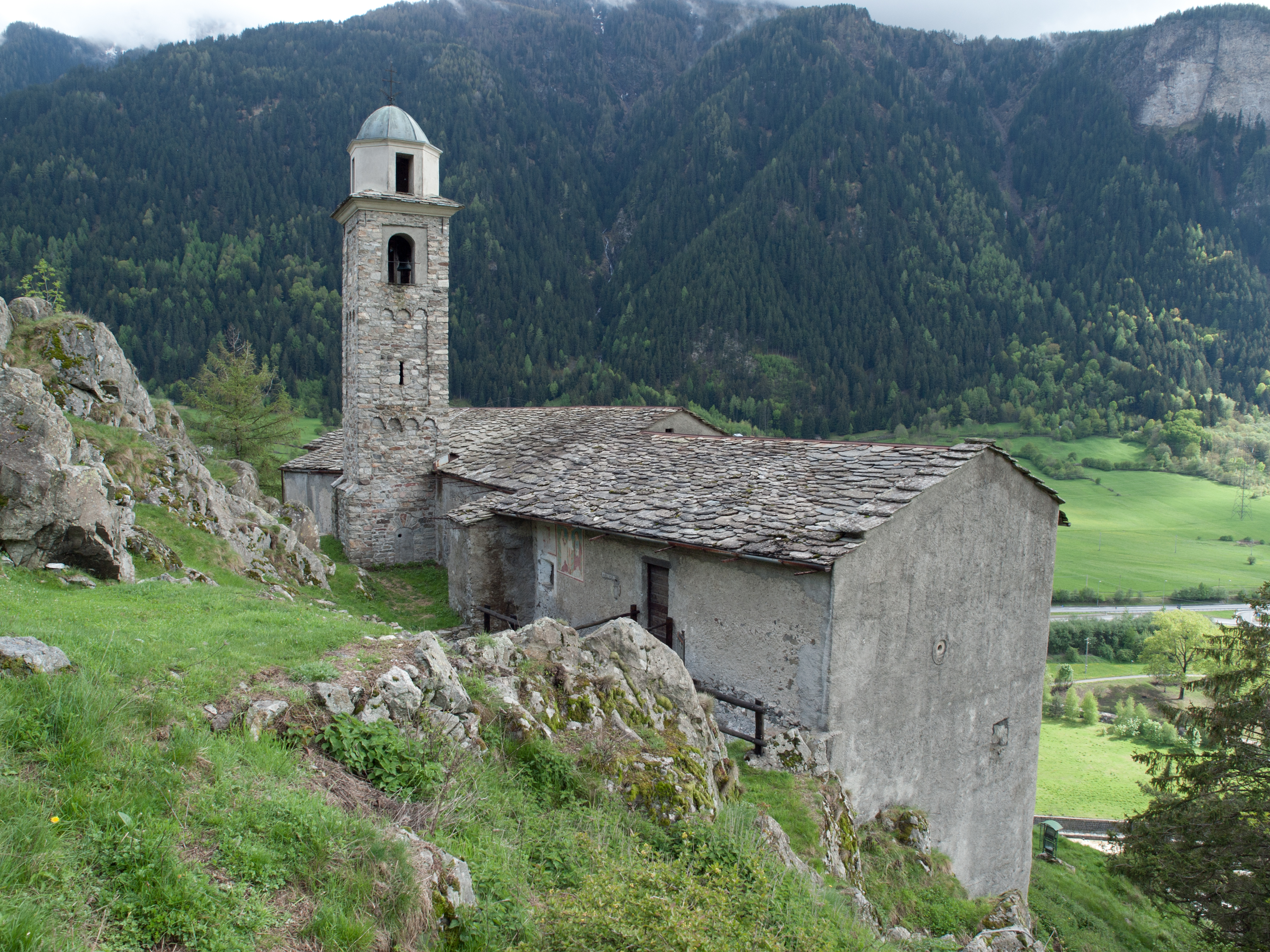
Chiesa di Sant'Agnese

La chiesa parrocchiale di Santa Maria Maggiore la cui costruzione risale al XIII secolo, e l'antico edificio chiesa di Sant'Agnese la cui prima citazione risale al 1215, ma edificata sui resti di un antico maniero.
Ulteriori architetture religiose presenti sul territorio sono le seguenti.
- Chiesa di Santa Marta e chiesa di San Francesco, nel centro di Sondalo.
- Parrocchiale di San Giovanni Battista e chiesa di San Giovanni Nepomuceno, situate entrambe a Mondadizza;
- Santuario della Madonna della Biorca, in frazione Grailé.
- Chiesa di San Gottardo, parrocchiale di Le Prese.
- Chiesa di San Lorenzo, parrocchiale di Frontale.
- Chiesa di Sant'Antonio, situata a Fumero.
- Chiesa di San Bernardo (1670), sui monti di Fumero, in Val Rezzalo.[7]

### Ospedale Eugenio Morelli
L'ospedale Morelli, ex sanatorio, è un centro di rilevanza internazionale per la cura delle patologie polmonari ed è il più importante ospedale della Valtellina. Secondo l'analisi di Luisa Bonesio si tratta inoltre di uno straordinario esempio di realizzazione architettonica, paesaggistica e urbanistica. Nel 2015 è stato realizzato il Museo dei Sanatori di Sondalo nell'edificio dell'ex accettazione pazienti, restaurato filologicamente. Ospita una collezione di documenti fotografici relativi all'epica costruzione del Villaggio Sanatoriale Morelli (il più grande sanatorio europeo) e della realizzazione di un inedito paesaggio montano nelle forme del razionalismo architettonico (1932-1939), oggetti della cura e della ricerca sulla Tubercolosi, la ricostruzione di una veranda con gli oggetti dei ricoverati, oltre a vari apparecchi di fisiopatologia respiratoria e reperti provenienti anche dall'ex sanatorio Abetina che propongono una visita suggestiva e unica. Il Museo organizza visite guidate estive e su richiesta di gruppi agli ex sanatori del Villaggio Morelli e di Pineta di Sortenna, il primo sanatorio italiano (fondato dal dottor Ausonio Zubiani), realizzato in un pregevole Liberty (1903) su progetto degli architetti Giuseppe Ramponi e Achille Manfredini.
Durante la pandemia di COVID-19, l'ospedale è un punto di riferimento per la cura dei contagiati per tutta la provincia di Sondrio.

## Società

### Evoluzione demografica
Abitanti censiti

## Cultura

### Cinema
Nel 1973 Vittorio De Sica ambientò a Sondalo il film Una breve vacanza, quattro anni dopo Carlo Lizzani vi girò le scene della serie tv Inverno di malato.

### Sport
Nell'estate del 2013 la società calcistica della città di Chiavari (Ge) Virtus Entella militante nel campionato di Lega Pro Prima Divisione viene ospitata dal paese per il ritiro estivo.
Dalla stagione 2017/18 e per le successive tre stagioni invece sarà la Aurora Pro Patria 1919 di Busto Arsizio a svolgere il ritiro a Sondalo.
Nelle estati 2024 e 2025 è stato il turno della squadra femminile del Genoa.

### Esplicative
1. ↑  frazione fino al 2007
2. ↑  frazione fino al 2007
3. ↑  aggregato all'abitato di Sondalo
4. ↑  frazione fino al 2007

### Bibliografiche
1. 1 2   Bilancio demografico mensile anno 2025 (dati provvisori), su demo.istat.it, ISTAT.
2. ↑   Statuto del Comune di Sondalo (SO) (PDF), su comuniecitta.it, 6 agosto 2007,  p. 3. URL consultato il 25 luglio 2018.
3. ↑   Classificazione sismica (XLS), su rischi.protezionecivile.gov.it.
4. ↑   Tabella dei gradi/giorno dei Comuni italiani raggruppati per Regione e Provincia (PDF), in Legge 26 agosto 1993, n. 412, allegato A, Agenzia nazionale per le nuove tecnologie, l'energia e lo sviluppo economico sostenibile, 1º marzo 2011,  p. 151. URL consultato il 25 aprile 2012 (archiviato dall'url originale il 1º gennaio 2017).
5. ↑   AA. VV., Dizionario di toponomastica. Storia e significato dei nomi geografici italiani., Milano, Garzanti, 1996,  p. 631, ISBN 88-11-30500-4.
6. ↑   Storia – A.P.T. Sondalo, su sondaloturismo.it. URL consultato il 3 maggio 2019.
7. ↑   Val di Rezzalo | Sondalo Turismo, su www.sondaloturismo.it. URL consultato il 30 giugno 2025.
8. ↑   Coronavirus, all’ospedale di Sondalo pazienti da tutto il Nord Italia, su radiolombardia.it.
9. ↑   Sondalo, i numeri dell’emergenza-Covid all’ospedale Morelli, su gazzettadellevalli.it.
10. ↑  Dati tratti da:
  -  Popolazione residente dei comuni. Censimenti dal 1861 al 1991 (PDF), su ebiblio.istat.it, ISTAT.
  -  Popolazione residente per territorio – serie storica, su esploradati.censimentopopolazione.istat.it.
Nota bene: il dato del 2021 si riferisce al dato del censimento permanente al 31 dicembre di quell'anno.